# Clasificación de África para los Juegos Olímpicos de Moscú 1980
La Clasificación de África para los Juegos Olímpicos de Moscú 1980 se jugó del 25 de marzo de 1979 al 13 de abril de 1980 para definir a los tres clasificados a fútbol en los Juegos Olímpicos de Moscú 1980.

## Resultados

### Primera ronda
| Equipo 1     | Agr.         | Equipo 2        | Ida | Vuelta |
| ------------ | ------------ | --------------- | --- | ------ |
| Túnez        | 1–3          | Libia           | 1–0 | 0–3    |
| Argelia      | 1–1 (4–2 p.) | Malí            | 1–0 | 0–1    |
| Marruecos    | 1–1 (6–5 p.) | Senegal         | 1–0 | 0–1    |
| Lesoto       | 7–3          | Mauricio        | 4–1 | 3–2    |
| Madagascar   | 3–2          | Etiopía         | 2–1 | 1–1    |
| Egipto       | w/o          | Tanzania        | —   | —      |
| Kenia        | w/o          | Sudán           | —   | —      |
| Liberia      | w/o          | Costa de Marfil | —   | —      |
| Sierra Leona | w/o          | Guinea          | —   | —      |
| Ghana        | Bye          |                 |     |        |
| Zambia       | Bye          |                 |     |        |

### Segunda ronda
| Equipo 1     | Agr.         | Equipo 2 | Ida | Vuelta |
| ------------ | ------------ | -------- | --- | ------ |
| Sierra Leona | w/o          | Liberia  | 3–1 | —      |
| Ghana        | 5–1          | Kenia    | 4–1 | 1–0    |
| Marruecos    | 1–8          | Argelia  | 1–5 | 0–3    |
| Zambia       | 5–0          | Lesoto   | 0–0 | 5–0    |
| Madagascar   | 2–2 (3–4 p.) | Egipto   | 1–1 | 1–1    |
| Libia        | Bye          |          |     |        |

### Tercera ronda
| Equipo 1 | Agr. | Equipo 2 | Ida | Vuelta |
| -------- | ---- | -------- | --- | ------ |
| Egipto   | 5–2  | Zambia   | 4–1 | 1–1    |
| Liberia  | 2–4  | Ghana    | 0–2 | 2–2    |
| Argelia  | w/o  | Libia    | —   | —      |

## Clasificados
Debido al boicot liderado por Estados Unidos, Egipto y Ghana decidieron no participar en los Juegos Olímpicos, por lo que sus lugares fueron ocupados por Nigeria y Zambia.
- Argelia
- Nigeria

 Zambia